# Miguel Ángel Santoro
Miguel Ángel Santoro Marcote (ur. 27 lutego 1942 w Sarandí) – argentyński piłkarz, grający podczas kariery na pozycji bramkarza.

## Kariera klubowa
Miguel Ángel Santoro rozpoczął karierę w klubie Independiente Avellaneda w 1962 roku. Z Independiente czterokrotnie zdobył mistrzostwo Argentyny w 1963, 1967, 1970 i 1971, czterokrotnie Copa Libertadores w 1964, 1965, 1972 i 1973 oraz Puchar Interkontynentalny w 1973. Santoro wystąpił we wszystkich meczach finałowych w tych rozgrywkach. Ogółem w latach 1962–1974 rozegrał w lidze argentyńskiej 343 spotkania (ogółem w barwach Independiente 393 mecze).
W 1974 wyjechał do hiszpańskiego klubu Hércules CF. W swoim pierwszym sezonie Santoro wystąpił w 20 meczach, a Hércules zajął najwyższe w swojej historii 5. miejsce w Primera División. Rok później Hércules zajął 6., a w 1977 13. miejsce w lidze hiszpańskiej, a Santoro rozegrał 14 i 16 meczów (łącznie rozegrał 50 spotkań). Po sezonie 1976/77 zdecydował się na zakończyć karierę.

## Kariera reprezentacyjna
W reprezentacji Argentyny Santoro zadebiutował w 1965. W 1974 został powołany na mistrzostwa świata. Na mundialu w RFN Santoro był rezerwowym i nie wystąpił w żadnym meczu. Ogółem w latach 1965–1974 w barwach albicelestes Santoro wystąpił 14 razy.

## Kariera trenerska
Po zakończeniu kariery piłkarskiej Santoro został dyrektorem technicznym w Independiente. W latach 1980–2009 sześciokrotnie pracował jako trener w Independiente.